# Gentianella auriculata
Gentianella auriculata là một loài thực vật có hoa trong họ Long đởm. Loài này được (Pall.) J.M.Gillett mô tả khoa học đầu tiên năm 1957.